# Premio Marcel Benoist
Il Premio Marcel Benoist è un riconoscimento scientifico svizzero, che consiste nel conferimento annuale di 250.000 franchi svizzeri a uno scienziato nato o residente in Svizzera.
Il premio è focalizzato sulle scoperte che comportano un miglioramento della vita umana, ed è gestito dalla fondazione omonima, la cui giuria è composta dal Ministro dell'Interno e dai decani delle principali università della Confederazione.

## Storia
Il premio fu istituito nel 1920, a due anni dalla morte del giurista francese Marcel Benoist, in onore del quale fu intitolato. La prima edizione del premio fu vinta da Maurice Arthus (1862–1945), immunologo dell'Università di Losanna, al quale seguirono lo scienziato Niklaus Wirth, l'astronomo Michel Mayor e il cardiologo Max Holzmann.
Dal '97, il premio è stato esteso anche ai candidati che si sono distinti nelle discipline umanistiche. Nel 2009, Françoise Gisou van der Goot del Politecnico di Losanna è stata la prima donna a vincere il premio.
Spesso chiamato il Nobel elvetico, al 2019 undici vincitori del Marcel Benoist avevano ottenuto anche il Nobel: Paul Karrer, Leopold Ruzicka, Walter R. Hess, Tadeus Reichstein, Vladimir Prelog, Niels Kaj Jerne, Johannes G. Bednorz, Karl Alexander Müller, Richard R. Ernst, Kurz Wüthrich e Michel Mayor.

## Vincitori
- 1920 : Maurice Arthus
- 1921 : Conrad Brunner
- 1922 : Paul Karrer
- 1923 : Albert Heim
- 1924 : Heinrich Zangger
- 1925 : Alfred Gysi
- 1926 : Émile Argand
- 1927 : Hermann Sahli
- 1928 : Jules Gonin
- 1929 : Paul Niggli
- 1930 : Aloys Müller
- 1931 : Walter R. Hess
- 1932 : Maurice Lugeon
- 1933 : Robert Doerr
- 1934 : Max Askanazy
- 1935 : Jakob Eugster
- 1936 : Alfredo Vannotti
- 1937 : Charles Dhéré
- 1938 : Leopold Ruzicka
- 1939 : Fritz Baltzer
- 1940 : Friedrich T. Wahlen
- 1941 : Hermann Mooser
- 1942 : Arthur Stoll
- 1943 : Paul Scherrer
- 1944 : Robert Matthey
- 1945 : Ernst A. Gäumann
- 1946 : Alexander von Muralt
- 1947 : Tadeusz Reichstein
- 1948 : Hans E. Walther
- 1949 : Albert Frey-Wyssling
- 1950 : Émile Guyénot
- 1951 : Anton Fonio
- 1952 : Otto Gsell
- 1953 : Alfred Fleisch

- 1954 : Ernst Hadorn
- 1955 : Max Holzmann
- 1956 : Siegfried Rosin
- 1957 : Jakob Seiler
- 1958 : Klaus Clusius
- 1959 : Albert Wettstein
- 1960 : Pierre Duchosal
- 1961 : Werner Kuhn
- 1962 : Alfred Hässig
- 1963 : Gerold Schwarzenbach
- 1964 : Vladimir Prelog
- 1965 : Georges de Rham
- 1966 : Edouard Kellenberger and Alfred Tissières
- 1967 : Kurt Mühlethaler e Hans J. Moor
- 1968 : Michel Dolivo
- 1969 : Walter Heitler
- 1970 : Charles Weissmann
- 1971 : Manfred Bleuler
- 1972 : Albert Eschenmoser
- 1973 : Lucien Girardier, Eric Jéquier e Georges Spinnler
- 1974 : Ewald Weibel
- 1975 : M. Gazi Yasargil
- 1976 : Theodor K. Brunner, Jean Charles Cerottini e Jean Lindenmann
- 1977 : Hans Günthard e Edgar Heilbronner
- 1978 : Niels Kaj Jerne
- 1979 : Michel Cuénod
- 1980 : Hans Kummer
- 1981 : Karl Illmensee
- 1982 : Franz Fankhauser
- 1983 : Hans R. Brunner
- 1984 : Harald Reuter
- 1985 : Richard R. Ernst
- 1986 : Johannes G. Bednorz e Karl Alexander Müller
- 1987 : Maurice E. Müller, Martin Allgöwer e Hans R. Willenegger

- 1988 : Ulrich Laemmli
- 1989 : Niklaus Wirth
- 1990 : Bruno Messerli, Hans Oeschger e Werner Stumm
- 1991 : Duilio Arigoni e Kurt Wüthrich
- 1992 : Gottfried Schatz
- 1993 : nessun premiato
- 1994 : Martin Schwab
- 1995 : Henri Isliker e Alfred Pletscher
- 1996 : Bernard Rossier
- 1997 : Jürg Fröhlich
- 1998 : Michel Mayor
- 1999 : Jörg Paul Müller e Luzius Wildhaber
- 2000 : Dieter Seebach
- 2001 : Ruedi Imbach
- 2002 : Rüdiger Wehner
- 2003 : Denis Duboule
- 2004 : Adriano Aguzzi
- 2005 : Othmar Keel
- 2006 : Timothy J. Richmond
- 2007 : Ari Helenius
- 2008 : Ernst Fehr
- 2009 : Françoise Gisou van der Goot
- 2010 : Daniel Loss
- 2011 : Michele Parrinello
- 2012 : Michael N. Hall
- 2013 : Michael Grätzel
- 2014 : Nicolas Gisin
- 2015 : Laurent Keller
- 2016: Johan Auwerx
- 2017: Thomas Stocker
- 2018: Lars-Erik Cederman
- 2019: Nicola Spaldin